# I Adore You
I Adore You (englisch für „Ich verehre dich“) ist ein Lied des iranisch-schwedischen Musikers Arash, des französischen DJs Hugel und des deutschen DJs Topic aus dem Jahr 2024, in Zusammenarbeit mit dem britischen Sänger Daecolm.

## Entstehung und Artwork
Das Lied wurde von allen beteiligten Interpreten, zusammen mit den Koautoren Loris Cimino, Maximilian Riehl und Alexander Tidebrink (A7S), geschrieben. Die Autoren A7S, Hugel, Riehl und Topic zeichneten darüber hinaus auch für die Instrumentierung, Produktion und Programmierung verantwortlich. Bei der Instrumentierung und Programmierung erhielten sie Unterstützung durch Cimino. Die Instrumentierung erfolgte unter der Verwendung von Keyboards. Das Mastering tätigte der in London wirkende Joel Woolfenden.
Auf dem Frontcover der Single sind – neben Liedtitel und Interpretenangabe – der Liedtext und eine, über den Liedtext geklebte, Fotografie zu sehen. Das Foto zeigt einen aus dem Wasser herausragenden Felsen.

## Veröffentlichung und Promotion
Die Erstveröffentlichung von I Adore You erfolgte als Single am 19. Juli 2024. Diese erschien als digitaler Einzeltrack zum Download und Streaming bei den Musiklabels Capitol Records, Polydor und Virgin Records (Katalognummer: 0602468065555). Für den Vertrieb zeichnete die Universal Music Group verantwortlich, verlegt wurde das Lied durch BMG Rights Management, Kobalt Music Publishing, Mentalo Music Publishing und Sony Music Publishing. In den Folgemonaten erschienen diverse weitere Versionen des Liedes, so unter anderem eine Akustikversion am 23. August 2024 (Katalognummer: 24UMGIM84922) oder auch ein Remix mit dem kolumbianischen Reggaeton Musiker J Balvin sowie der britischen Musikerin Ellie Goulding (Katalognummer: 24UM1IM17396).
Um das Lied zu bewerben, wurde ein Lyrikvideo und ein Visualizer auf der Videoplattform YouTube veröffentlicht. Beide zusammen zählten bis Juli 2025 über 133 Millionen Aufrufe.

## Inhalt
Der Liedtext zu I Adore You ist in englischer Sprache verfasst, der Titel bedeutet ins Deutsche übersetzt so viel wie „Ich verehre dich“. Die Musik und der Text wurden gemeinsam von A7S, Arash, Loris Cimino, Daecolm, Hugel, Maximilian Riehl und Topic getextet beziehungsweise komponiert. Musikalisch handelt es sich hierbei um ein Lied aus dem Bereich der elektronischen Tanzmusik, stilistisch aus dem Bereich des Dance, mit Afro-Latin-Elementen. Das Tempo beträgt 120 Schläge pro Minute. Die Tonart ist h-Moll.
Inhaltlich geht es in dem Stück um die unbeschwerte und unvorbelastete Anziehung zu einer bestimmten Person. In der zweiten Strophe heißt es: „She like Mona Lisa, oh majo. Majo, oh.“ Der Begriff „Majo“ stammt aus der Pidgin-Sprache und lässt sich mit „tanz weiter“ übersetzen. In der Zeile zuvor vergleicht der Protagonist das Mädchen mit dem Mona-Lisa-Gemälde von Leonardo da Vinci. Durch das „majo“ referenziert er auch den 2021 erschienenen Afrobeat-Titel Monalisa von Lojay und Sarz. In dessen Refrain heißt es: „majo, Mona Lisa“.
Aufgebaut ist das Lied auf einem Intro, zwei Strophen, einem Refrain und einer Bridge. Es beginnt mit dem Intro, dass lediglich aus einem „I adore you“ im Hintergrund besteht. Auf dieses folgt die erste Strophe sich die erste Strophe an, die sich aus acht Zeilen zusammensetzt. An die erste Strophe schließt sich zunächst der fünf Zeilige Prechorus an, ehe der eigentliche Refrain einsetzt. Dieser wurde ebenfalls als Fünfzeiler verfasst und klingt mit dem Postchorus aus, der wiederum aus zwölf Zeilen besteht. Der gleiche Aufbau wiederholt sich mit der zweiten Strophe, allerdings wurde diese als Vierzeiler geschrieben und der Hauptteil der Refrains wird in einer erweiterten Fassung dargeboten, dafür schließt sich direkt die Bridge an. Diese besteht aus vier Zeilen und wiederholt lediglich Teile des Refrains. Danach steigt der Refrain gleich mit dem Hauptteil und das Lied endet mit dem Postchorus. Der Gesang stammt nur von Daecolm, die anderen drei Musiker sind lediglich an der Studioarbeit beteiligt.
| „’Cause you know, baby, I adore you, I adore you. Can’t ignore you, can’t ignorе you, ah. Body-ody, my soul and that. I’m outta control, I can’t. I adore you, I adore you, I do.“ – Refrain, Originalauszug | „Denn du weißt, Liebling, ich verehre dich, ich verehre dich. Kann dich nicht ignorieren, kann dich nicht ignorieren, ahh. Körper-örper, meine Seele und das hier. Ich bin außer Kontrolle, ich kann nicht mehr. Ich verehre dich, ich verehre dich, das tu’ ich.“ – Refrain, Übersetzung |

## Mitwirkende
| Liedproduktion - Loris Cimino: Keyboard, Komposition, Liedtext, Programmierung - Florent Hugel: Keyboard, Komposition, Liedtext, Musikproduktion, Programmierung - Daecolm Holland: Gesang, Komposition, Liedtext - Ārash Labāf: Komposition, Liedtext - Maximilian Riehl: Keyboard, Komposition, Liedtext, Musikproduktion, Programmierung - Alexander Tidebrink (A7S): Keyboard, Komposition, Liedtext, Musikproduktion, Programmierung - Tobias Topić: Keyboard, Komposition, Liedtext, Musikproduktion, Programmierung - Joel Woolfenden: Mastering | Unternehmen - BMG Rights Management: Musikverlag - Capitol Records: Musiklabel - Kobalt Music Publishing: Musikverlag - Mentalo Music Publishing: Musikverlag - Polydor: Musiklabel - Sony Music Publishing: Musikverlag - Universal Music Group: Vertrieb - Virgin Records: Musiklabel |

## Rezensionen
Lukas Schumacher von 1 Live beschrieb I Adore You als Last-Minute-Kandidaten für einen der Sommerhits des Jahres sowie als Soundtrack für euren Urlaubsflirt. Daecolm’s Gesang wirke authentisch und verschaffe dem Lied einen chilligen und tanzbaren Vibe.

## Kommerzieller Erfolg

### Chartplatzierungen
I Adore You stieg am 26. Juli 2024 auf Rang 100 der deutschen Singlecharts ein und erreichte seine beste Platzierung am 3. Januar 2025 mit Rang acht. Darüber hinaus erreichte es am 27. September 2024 die Chartspitze der deutschen Dancecharts, womit Topic die Chartliste nach Breaking Me (Januar 2020) als zehnter Künstler zum zweiten Mal anführte. Am 27. Juni 2025 platzierte sich das Lied zum 33-mal auf Platz eins der Dancecharts, womit es I’m Good (Blue) (David Guetta & Bebe Rexha) überholte und alleiniger Rekordhalter ist, mit der längsten Verweildauer an der Chartspitze. Zudem belegte es am 18. Oktober 2024 Rang drei der Airplaycharts, wo es sich lediglich Why Why Why (Shawn Mendes) und dem Spitzenreiter Dancing in the Flames (The Weeknd) geschlagen geben musste. In den New Entry Airplaycharts erreichte das Lied am 20. September 2024 Rang sieben sowie am 27. September 2024 Rang acht der Downloadcharts. 2024 belegte das Lied Rang 62 der deutschen Single-Jahrescharts sowie Rang 43 der deutschen Airplay-Jahrescharts.
Im Vereinigten Königreich stieg die Single am 12. September 2024 auf Rang 90 ein und erreichte seine beste Platzierung mit Rang 69. Hier ist es nach Never Be Lonely (Zoe Wees, März 2024), Pedro (Jaxomy & Agatino Romero, April 2024) und Move (Adam Port, Juni 2024) die vierte Chartsingle mit deutscher Beteiligung im Kalenderjahr 2024. Topic stieg erstmals wieder seit drei Jahren mit einem neuen Titel in die britischen Charts ein, letztmals gelang ihm dies mit My Heart Goes (La Di Da) im September 2021.
In Bulgarien, Griechenland und Rumänien avancierte das Lied zum Nummer-eins-Erfolg. Weitere Chartplatzierungen erreichte I Adore You in der Schweizer Hitparade (Rang fünf), den Niederlanden (Rang 18), Portugal (Rang 22), Belgien-Flandern (Rang 27), Österreich (Rang 18) oder auch Frankreich (Rang 95). In den US-amerikanischen Billboard Hot 100 verfehlte das Lied den Einstieg, konnte sich jedoch auf Rang acht der Dance/Electronic Songs platzieren.
Für Topic als Produzent avancierte I Adore You zum 28. Charthit in Deutschland sowie zum 18. in Österreich, den 14. in der Schweiz und den fünften im Vereinigten Königreich. In seiner Autorenfunktion erreichte er zum 20. Mal die Charts in Deutschland, 13. Mal in Österreich, zwölften Mal in der Schweiz sowie vierten Mal in Großbritannien. Als Interpret ist es sein 18. Charterfolg in Deutschland, der 13. in Österreich, elfte in der Schweiz und ebenfalls der fünfte im Vereinigten Königreich. In allen drei Funktionen ist es nach Breaking Me (Februar 2020), Lost (Dezember 2020), Your Love (9PM) (Februar 2021) und Ich bin weg (Boro boro) (Oktober 2021) je sein fünfter Top-10-Hit in Deutschland sowie nach Breaking Me, Lost und Your Love (9PM) sein vierter in der Schweiz. Arash erreichte als Interpret zum neunten Mal die deutschen Singlecharts, zum siebten Mal die Charts in der Schweiz und fünften Mal in Österreich. In Deutschland ist es nach She Makes Me Go (März 2013) und Ich bin weg (Boro boro) (Oktober 2021) sein dritter Top-10-Hit sowie nach Boro boro (Juli 2005) sein zweiter in der Schweiz. Für Hugel als Interpret ist es nach Coming Home (Juni 2015), I Believe I’m Fine (September 2017), Bella ciao (Mai 2018) und WTF (Juni 2019) der fünfte Charthit in Deutschland sowie nach den letzteren drei je der vierte in Österreich und der Schweiz. In Deutschland ist es nach Bella ciao (Juni 2018) sein zweiter Top-10-Erfolg, in der Schweiz erreichte er erstmals die Top 10. Arash, Daecolm und Hugel platzierten sich zudem als Interpreten erstmals in den britischen Singlecharts.
| ChartsChartplatzierungen             | Höchstplatzierung | Wochen |
| ------------------------------------ | ----------------- | ------ |
| Deutschland (GfK)                    | 8 (… Wo.)         | …      |
| Frankreich (SNEP)                    | 95 (32 Wo.)       | 32     |
| Österreich (Ö3)                      | 8 (… Wo.)         | …      |
| Schweiz (IFPI)                       | 2 (… Wo.)         | …      |
| Vereinigte Staaten (Billboard Dance) | 8 (… Wo.)         | …      |
| Vereinigtes Königreich (OCC)         | 69 (10 Wo.)       | 10     |

| ChartsJahrescharts (2024) | Platzierung |
| ------------------------- | ----------- |
| Deutschland (GfK)         | 62          |
| Schweiz (IFPI)            | 50          |

### Auszeichnungen für Musikverkäufe
| Land/Region                  | Auszeichnungen für Musikverkäufe (Land/Region, Auszeichnung, Verkäufe) | Verkäufe  |
| ---------------------------- | ---------------------------------------------------------------------- | --------- |
| Belgien (BRMA)               | Platin                                                                 | 40.000    |
| Brasilien (PMB)              | Platin                                                                 | 40.000    |
| Deutschland (BVMI)           | Gold                                                                   | 300.000   |
| Frankreich (SNEP)            | Platin                                                                 | 200.000   |
| Griechenland (IFPI)          | 4× Platin                                                              | 80.000    |
| Italien (FIMI)               | Gold                                                                   | 100.000   |
| Kanada (MC)                  | Gold                                                                   | 40.000    |
| Österreich (IFPI)            | Platin                                                                 | 30.000    |
| Polen (ZPAV)                 | Gold                                                                   | 25.000    |
| Portugal (AFP)               | 4× Platin                                                              | 40.000    |
| Schweiz (IFPI)               | Platin                                                                 | 30.000    |
| Spanien (Promusicae)         | Gold                                                                   | 30.000    |
| Vereinigtes Königreich (BPI) | Silber                                                                 | 200.000   |
| Insgesamt                    | 1× Silber · 5× Gold · 13× Platin ·                                     | 1.155.000 |

Hauptartikel: Topic (Musiker)/Auszeichnungen für Musikverkäufe